# Хана Рајч
Хана Рајч (Хиршберг, 29. март 1912 – 24. август 1979) била је немачки пробни пилот и једина жена која је одликована Гвозденим крстом I класе и златном пилотском/извиђачком значком са дијамантима која је додељивана припадницима немачке Луфтвафе. Током летачке каријере, у периоду пред Други светски рат, поставила је преко четрдесет рекорда у висинском и даљинском летењу, од којих су неки остали необорени и у 2012. Године 1960. основала је једриличарску школу у Гани, где је радила за Квамеа Нкруму.

## Детињство и младост
Рођена је у некадашњем Хиршбергу у немачкој провинцији Шлезији, данашњој Јелењој Гори у Пољској. Имала је брата Курта и сестру. Иако је њена мајка била посвећена католикиња, Хана и њени рођаци васпитани су у протестантској вери њиховог оца. Занимање за авијацију мотивисало ју је да покуша да постане летећи доктор-мисионар у Северној Африци, због чега је започела студије медицине у Колонијалној школи за жене у Рендзбургу. Обуку за летача започела је 1932. уз инструктора Пита ван Хусена, на једрилици Шнајдер Грунау 9, у једриличарској школи у месту Грунау (данашњи Јежов Судецки)  Уз помоћ Волфа Хирта поставила је пет светских рекорда. Као студент медицине, пријавила се у Берлину у аматерску школу летења Немачке ваздушне поште у Стакену, у којој је, уз инструктора Ота Томсена, започела обуку за летење на моторном авиону типа Клем Кл 25. У лето 1933. године поставила је висински рекорд у једрилици Шнајдер Грунау бејби. На позив Волфа Хирта, 1933. је напустила медицинску школу Универзитета у Килу како би постала стални једриличарски пилот/инструктор у Хорнбергу, у покрајини Баден-Виртемберг.
Након што је завршила једриличарско такмичење које је одржано на планинском врху Васеркуп, потписала је уговор са немачком филмском компанијом Уфа, као пилот каскадер у филму „Ривали у ваздуху“ и јужно од Мемела, данашњаг Клајпеда у Литванији поставила је незванични рекорд у дужини трајања лета за жене. Лет је трајао једанаест сати и двадесет минута,  У јануару 1934. заједно са Вулфом Петером Риделом и Хајни Дитмар, придружила се јужноамеричкој експедицији професора Георгија, која је истраживала термалне услове. За време боравка у Аргентини, постала је прва жена и 25. једриличарски пилот у свету којој је додељена сребрна значка ФАИ (Светске једриличарске комисије). У јуну 1934. постала је члан ДФС – Немачког истраживачког института за једриличарство, DFS (Deutsche Forschungsanstalt für Segelflug)  Један од њених првих задатака било је тестирање авиона Хајнкел Хе 46 у ноћним условима, пре него што је 1935. постала пробни пилот за једрилице ДФС Кранич (DFS Kranich) и ДФС Зидлер (DFS Seeadler). Након ваздухопловне експедиције у Финску, уписала је цивилну школу летења у Шчећину, где је на двомоторном авиону летела широм Немачке, док је обуку у акробатском летењу имала на авиону Фоке вулф ФВ 44. У мају 1935. учествовала је на Међународном ваздухопловном митингу у Лисабону ("Festivas Lisboa"). Године 1937. од Ернста Удета је добила почасну титулу ваздухопловног капетана ("Flugkapitan") након што је успешно тестирала систем ваздушних кочница за једрилице који је осмислио Ханс Јакобс. У мају 1937. прелетела је Алпе полетевши из Салцбурга на једрилици типа ДФС Спербер Јуниор (DFS Sperber Junior).

## Трећи рајх
У септембру 1937. године Ерснт Удет је упутио Рајшову у Луфтвафеов опитни центар на Рехлин-Ларц аеродрому. Током овог периода, као пробни пилот летела је на авиону за бомбардовање из обрушавања Јункерс Ју 87 „Штука“ и на бомбардеру Дорнијер До 17 на којем је био уграђен браник који је штитио авион од каблова баражних балона, за шта ју је 28. марта 1941. године Адолф Хитлер одликовао Гвозденим крстом II класе.
Рајшова је била прва жена која је пилотирала хеликоптером и једна од малог броја пилота који су летели на Фоке-Ахелис Фа 61, једном од првих хеликоптера који су ушли у оперативну употребу, за шта је одликована Војном летачком значком. Њена љубав према летењу, жеља за популарношћу и фотогеничност учиниле су је пропагандном звездом Нацистичке партије. Физички је била ситне грађе, витка, са плавом косом и плавим очима и „увек спремним осмехом“. Током касних тридесетих и раних четрдесетих година 20. века била је једна од звезда нацистичке пропаганде. Током тронедељне Међународне изложбе аутомобила у Берлину, обављала је свакодневне летове на хеликоптеру Фа 61 унутар хале у којој се одржавала изложба. У септембру 1938. године Рајш је учествовала у Националној ваздушној трци у Кливленду, летећи на једрилици ДФС Хабич (DFS Habicht). Затим је уследила још једна ваздушна експедиција у Либији са професором Георгијем. Наставила је са радом за ДФС и тестирала је више типова транспортних једрилица, укључујући и транспортну једрилицу ДФС 230, која је касније коришћена за напад на белгијско утврђење Ебен-Емаел.
Рајш је као пробни пилот летела на најновијим прототиповима летелица укључујући и најновијег ракетног ловца Месершмит Ме 163 Комет. Током петог лета на Ме 163 морала је принудно да слети и била је озбиљно повређена, али је пре него што се онесвестила успела да опише догађаје који су довели до пада авиона. Следећих пет месеци је провела у болници опорављајући се од последица удеса. Неколико дана након несреће одликована је Гвозденим крстом I класе.
Након вести о поразу код Стаљинграда у фебруару 1943. године прихватила је позив генрал-пуковника Роберта фон Грајма да посети Источни фронт. Провела је три недеље обилазећи јединице Луфтвафе, летећи од аеродрома до аеродрома на авиону Физир Шторх (Fieseler Storch).
Дана 28. фебруара 1944. године представила је Хитлеру у Бертхесгартену идеју о Операцији „Самоубиство“ која би „захтевала људе који су спремни да се жртвују у убеђењу да је то једини начин да њихова земља буде спасена.“ Хитлер „није сматрао да је ратна ситуација толико озбиљна да захтева такву жртву ... и .... није сматрао да је прави психолошки моменат за такву операцију.“ Међутим, пристао је да се настави рад на разради операције. Планирање операције поверено је генералу Гинтеру Кортену. Око седамдест пилота добровољаца потписало је изјаву следеће садржине: „Изјављујем да се добровољно пријављујем у самоубилачку групу као пилот једрилице-бомбе. Потпуно ми је јасно да моје ангажовање у овој улози може за последицу имати моју смрт.“ Рајш и Хајнц Кинше завршили су, у априлу 1944. године тестирање транспортне једрилице Месершмит Ме 328 коју је вукао Донијер До 217.
У октобру 1944. године Петер Ридел показао јој је брошуру о концентрационим логорима до које је дошао док је боравио у немачкој амбасади у Стокхолму. Рајшова је касније тврдила да је сматрала да је брошура део непријатељске пропаганде али је ипак о томе обавестила Хајнриха Химлера. На Химлерово питање да ли је поверовала у њен садржај, Рајш је одговорила „Наравно да нисам. Ипак, морате урадити нешто како бисте је оповргли. Не можете дозволити да се то натовари на леђа Немачке.“ „У праву сте“, одговорио јој је Химлер.

## Фау-1
Филм „Операција самострел“ започео је популарни мит да су почетни проблеми са вођењем и стабилизацијом летеће бомбе Фау-1 решени током неустрашивог пробног лета Рајшове на Фау-1 са уграђеним кокпитом. Међутим, у њеној аутобиографији под називом "Летење, моја љубав" (Fliegen, mein Leben) наводи да су, након два почетна удеса, у септембру 1944. године, она и Ханс Кинше преузели тестирање прототипа Рајхенберга. Рајхенберг или Физир Фи-103Р је била пилотирана верзија летеће бомбе намењена за нападе на важне циљеве. Пилот би управљао летећом бомбом све док је не би усмерио на циљ, а онда би у последњој секунди напустио летелицу. Идеју за развој ове верзије Фау-1 својатали су Ото Скорцени и Хана Рајш. Рајш је обавила неколико успешних пробних летова на Рајхенбергу пре него што је започела обуку за инструкторе. „Иако је просечан пилот могао да лети на Фау-1 без икаквих потешкоћа, проблем је представљало слетање које је захтевало изузетну вештину, због велике брзине слетања као и због тога што је за обуку пилота најчешће коришћен једриличарски модел, без мотора.“

## У Фиреровом бункеру
Током битке за Берлин Хитлер је разрешио Хермана Геринга дужности команданта Луфтвафе због Геринговог покушаја да преузме власт у Трећем рајху. Хитлер је на место команданта Луфтвафе поставио генерал-пуковника Роберта Ритера фон Грајма, након што је овај долетео са аеродрома Гатов у опкољени Берлин како би се састао са Хитлером у његовом бункеру. Јединице Црвене армије већ су биле у централној градској зони, када су Рајшова и Грајм долетели у Берлин, 26. априла 1945. године, на авиону типа Физир Фи 156 „Рода“ (Fieseler Fi 156 Storch). Захваљујући њеном великом искуству у ниским летовима изнад Берлина и након што је осмотрила руту за бекство, Рајш је слетела на импровизовану писту у Тиргартену, близу Бранденбуршке капије, након што је фон Грејем рањен у ногу. Током интензивног руског бомбардовања, Хитлер је дао Рајшовој две ампуле цијанида за њу и фон Грајма. Прихватила је капсуле, потпуно спремна да умре заједно са својим фирером.
Током вечери 28. априла, фон Грајм и Рајшова одлетели су из Берлина, са исте импровизоване писте, у авиону типа Арадо Ар 96 (Arado Ar 96) којим је управљао наредник Луфтвафе. Фон Грајм наређено да одмах отпочне напад из ваздуха на совјетске трупе које су стигле до Трга Потсдамер (Potsdamer Platz) и да казни за издају Хајнриха Химлера због тога што је успоставио неовлашћене контакте са западним савезницима. Страхујући да Хитлер покушава да побегне из Берлина, јединице совјетске 3. ударне армије, које су напредовале ка Тиргартену са севера, отвориле су ватру на Арадо, али нису успеле да га погоде, и авион је успешно узлетео. 

## Заробљавање
Рајшова је недуго по повратку из Берлина заробљена заједно са фон Грајмом и обоје су саслушани од стране обавештајних официра америчке војске. Приликом испитивања о околностима под којима су напустили Фиреров бункер 28. априла 1945. године, обоје су наводно поновили исти одговор: „То је био најцрњи дан када смо сазнали да не можемо да умремо уз фирера.“ Рајш је такође рекла: „Сви треба да клекнемо са поштовањем и молимо се на олтару отаџбине.“ Када су је истражитељи упитали шта је мислила када је рекла „олтар отаџбине“, одговорила је „Зашто питате, па Фиреров бункер у Берлину ..." У истражном затвору је провела осамнаест месеци. Њен пратилац фон Грајм извршио је самоубиство 24. маја 1945. године.
Након што је претходно евакуисана из Шлезије, пред наступајућим руским трупама, породица Хане Рајш нашла је уточиште у дворцу Шлос Леополдскрон (Schloss Leopoldskron) у Салцбургу. Под утицајем гласина да ће све избеглице морати да се врате својим домовима, а не желећи да се преда Русима, Рајшин отац је 3. маја 1945. године убио њену мајку и њену сестру са њено троје деце, пре него што је извршио самоубиство.

## Послератна летачка каријера
После пуштања на слободу Рајш се настанила у Франкфурту на Мајни. Одмах након рата немачким грађанима је било забрањено да управљају моторних авионима, али је после неколико година дозвољено бављење једриличарством, што је Рајшова одмах искористила. 1952. години Рајш је освојила бронзану медаљу на Светском шампионату у једриличарству, одржаном у Шпанији; била је прва жена која се такмичила на овом шампионату. Шампион Немачке у једриличарству постала је 1955. године. Наставила је да обара рекорде, укључујући и висински рекорд за жене од (6.848 m (22.467 ft)) који је оборила 1957. године када добија и своје прве дијаманте за златну једриличарску значку.
Средином педесетих година двадесетог века, снимљен је интервју са Рајшовом у којем је говорила о својим пробним летовима на Фа 61, Ме 262 и Ме 163, током рата. 1959. године, Рајшова, која је течно говорила енглески језик позвана је од стране индијског премијера Џавахарлала Нехруа да у Индији оснује центар за једриличарство којом приликом је, заједно са премијером летела изнад Њу Делхија. 1961. године Рајшову је позвао амерички председник Џон Ф. Кенеди, да посети Белу кућу.  Од 1962. до 1966. године живела је у Гани, где је основала прву афричку националну школу једриличарства. 1970. године добила је дијамантску једриличарску значку.
Током седамдесетих година 20. века Рајшова је оборила једриличарске рекорде у многим категоријама, укључујући и „Светски рекорд за жене у повратном лету“, први пут 1976. год. у трајању од 715 км, а други пут 1979. год. у трајању од 802 км, летећи дуж Апалачи планина у САД. У овом периоду такође је била првопласирана у првом светском такмичењу жена пилота хеликоптера.

## Каријера у Гани и веза са Нкрумом
Део њене послератне каријере, иако релативно мало познат на западу, био је њен рад у Гани. Кваме Нкрума је позвао Рајшову у Гану након што је читао о њеном раду у Индији. Рајш је основала једриличарску школу у Афењи и блиско је сарађивала са владом и оружаним снагама. Подршку у раду школе је пружала влада Западне Немачке. Пројекат је очигледно био од великог значаја за Нкрумаха који је био инспирисан модернистичком развојном идеологијом.
Њен односи према раси доживео је транформацију. „Током мог ранијег живота никада ми није падало напамет да човека црне расе третирам као пријатеља или партнера ..."
Сада је осећала грижу савести због своје некадашње „дрскости и ароганције“.
Постала је блиска са Нкрумом, међутим детаљи њиховог односа остали су непознати због тога што је већина докумената уништена, али је тон неких сачуваних писама био веома интиман.
Присуство особе са нацистичком прошлошћу у Гани, изазвало је неке негативне реакције међу становништвом али се Ширли Грахам Ду Боа, позната списатељица афричко-америчког порекла, која је емигрирала у Гану и која је била у пријатељским односима са Рајшовом, сложила са Нкрумовом тврдњом да је Рајшова била изузетно политички наивна. Тадашња штампа у Гани показала је изузетну незаинтересованост за њену прошлост.

## Последњи интервју
Амерички новинар и фотограф Рон Лајтнер је интервјуисао и фотографисао Рајшову више пута током седамдесетих година 20. века, пред крај њеног живота. У својој завршној речи, рекла је следеће:
И шта данас имамо у Немачкој? Земљу банкара и произвођача аутомобила. Чак је и наша моћна армија омекшала. Војници носе браде и преиспитују наређења. Није ме срамота да кажем да сам веровала у национал-социјализам. Још увек носим Гвоздени крст са дијамантима, којим ме је Хитлер одликова. Али данас у целој Немачкој не можете пронаћи ни једну особу која је подржала долазак Адолфа Хитлера на власт ... Многи Немци се осећају кривим за рат. Али они не објашњавају праву кривицу коју сви делимо  – кривицу за пораз.

## Смрт
Рајшова је умрла у Франкфурту, 24. августа 1979. године, у 67 години живота, наводно од последица срчаног удара. Никада се није удавала.
У својој књизи „Крила на мом рукаву – Највећи светски пробни пилот прича своју причу“, бивши британски пробни пилот и официр краљевске морнарице Ерик Браун споменуо је да је на своје потпуно изненађење почетком августа 1979. године примио писмо од Хане Рајш у које је написала да они (Хана и Ерик Браун) деле заједничку везу у љубави према летењу и према опасности, али да Ерик нити ико изван Немачке не може стварно да разуме њену страствену љубав према отаџбини Немачкој. Ово кратко писмо Рајшова је завршила речима „Почело је у бункеру, тамо ће се и завршити“. Ове речи збуниле су Ерика и само је вест о њеној смрти у Франкфурту 22. августа 1979. године понудила потенцијално решење за ову мистерију. Познато је да је Хитлер дао Хани и фон Грајму ампуле са цијанидом пре него што их је 28. априла 1945. године отпустио из бункера. Хана је одувек сматрала да су она и фон Грајм склопили обавезујући пакт да изврше самоубиство једно за другим, али у одговарајућем временском размаку како њихова смрт не би поткрепила гласине о њиховој љубавној афери. Фон Грајм је прогутао своју пилулу 24. маја 1945. године док се налазио у болници у Салцбургу. Такође је познато да је Хана успела да сачува своју пилулу током година као и то да је вест о њеној смрти објављена тек после две недеље. Након њене смрти највероватније није обављена обдукција, а ако јесте, о томе никада није објављен службени извештај. Ерик је послао Ханино писмо њеном брату Курту којег је упознао као припадника послератне немачке ратне морнарице, али није добио никакву потврду. Ерик је претпоставио да постоји могућност да је Хана испоштовала свој пакт са Фон Грајмом, неколико година након његовог самоубиства.

## Преглед рекорда, титула и достигнућа
- 1932: светски рекорд за жене у дужини трајања лета једрилицом (5.5 сати)
- 1936: светски рекорд за жене у дужини лета једрилицом (305 km)
- 1937: прва жена која је прелетела Алпе на једрилици
- 1937: прва жена на свету која је унапређена у капетана авиона
- 1937: светски рекорд у дужини лета хеликоптером (109 km)
- 1938: прва особа на свету која је летела хеликоптером Фоке-Вулф Фв 61 у затвореном прсотору
- 1938: победник немачког националног шампионата у једриличарству одржаном у Силт-Бреслау у Шлезији
- 1939: светски рекорд за жене у лету од тачке до тачке једрилицом[66]
- 1943: прва жена на свету која је пилотирала авионом на ракетни погон Месершмит Ме 163. Преживела је катастрофални удес и била је озбиљно повређена али је због овог подвига постала прва и једина жена која је икада одликована Гвозденим крстом I класе.
- 1944: прва жена на свету која је пилотирала млазним авионом у Лутвафе опитном центру на Рехлин-Ларц аеродрому, током испитињава Месершмита Ме 262 и Хајнкела Хе 162.
- 1952: освојено треће место на Светском једриличарском шампионату одржаном у Шпанији, заједно са чланицом тима Лизбет Хафнер
- 1955: шампион Немачке у једриличарству
- 1956: рекорд Немачке у дужини трајања лета на једрилици (370 km)
- 1957: рекорд Немачке у висини лета на једрилици (6848 m)

## Књиге које је написала Хана Рајш
- Fliegen, mein Leben. Munich: Herbig. Reitsch, Hanna (2001). Fliegen - mein Leben (4th изд.). Herbig. ISBN 978-3-7766-2197-6.. (Autobiography)
- Ich flog in Afrika für Nkrumahs Ghana. Munich: Herbig. Reitsch, Hanna (1979). Ich flog in Afrika für Nkrumahs Ghana (2nd изд.). Herbig. ISBN 978-3-7766-0929-5.. (original title: Ich flog für Kwame Nkrumah).
- Das Unzerstörbare in meinem Leben. Munich: Herbig. Reitsch, Hanna (1992). Das Unzerstörbare in meinem Leben (7th изд.). Herbig. ISBN 978-3-7766-0975-2.
- Höhen und Tiefen: 1945 bis zur Gegenwart. Munich: Heyne. 1984. ISBN 978-3-453-01963-8.
- Höhen und Tiefen. 1945 bis zur Gegenwart. 1978. ISBN 978-3-7766-0890-8.. 2nd expanded ed. Munich/Berlin: Herbig.